# Associazione Del Calcio Di Vicenza 1909-1910
Questa voce raccoglie le informazioni riguardanti l'Associazione del Calcio in Vicenza nelle competizioni ufficiali della stagione 1909-1910.

## Rosa
| N. |                   | Ruolo | Calciatore     |
| -- | ----------------- | ----- | -------------- |
|    | Italia (bandiera) | P     | Bosio          |
|    | Italia (bandiera) | D     | Vallesella     |
|    | Italia (bandiera) | ?     | Armando Boeche |
|    | Italia (bandiera) | ?     | Capitanio      |
|    | Italia (bandiera) | ?     | Chiovatti      |
|    | Italia (bandiera) | ?     | Ciscato        |
|    | Italia (bandiera) | ?     | Cola           |
|    | Italia (bandiera) | ?     | Costa          |
|    | Italia (bandiera) | ?     | Crippa         |

| N. |                   | Ruolo | Calciatore    |
| -- | ----------------- | ----- | ------------- |
|    | Italia (bandiera) | C     | Giulio Fasolo |
|    | Italia (bandiera) | ?     | R. Ghiselli   |
|    | Italia (bandiera) | ?     | Rossetto      |
|    | Italia (bandiera) | ?     | Sacchi        |
|    | Italia (bandiera) | ?     | An. Tonini    |
|    | Italia (bandiera) | ?     | Ge. Tonini    |
|    | Italia (bandiera) | A     | Rizzi         |
|    | Italia (bandiera) | A     | Ad. Tonini    |

## Risultati

### Seconda Categoria
| Arbitro: | G.Gama (Milano) |

|           |           |       |
| Costa 65’ | Marcatori | 40’ ? |

| Arbitro: | Camperio (Milano) |

|   |           |                         |
| ? | Marcatori | ?’ Boeche ?’ Ad. Tonini |

| Arbitro: | Masprone (Verona) |

|                                             |           |                       |
| Fasolo 40’ Vallesella 75’ (rig.) Boeche 85’ | Marcatori | 30’ (aut.) Vallesella |

| Arbitro: | Bortoletti (Venezia) |

|  |           |            |
|  | Marcatori | 65’ Boeche |

### Torneo F.G.I.
Fu un mini torneo giocato in una sola giornata ad eliminazione diretta con Vicenza, Venezia, Padova e Trieste; le gare furono tutte giocate a Venezia.

#### Eliminatorie
| Venezia 12 dicembre 1909 Semifinale | Vicenza | 4 – 0 | Trieste |  |

| Venezia 12 dicembre 1909 Finale | Venezia | 3 – 2 | Vicenza |  |